# Вилиш BM-6
Вилиш BM-6 (рус. Виллиш BM-6) је једноседи руски ловачки авион који је производила фирма . Први лет авиона је извршен 1917. године. 

Ово је био прототип копненог и морнаричког ловца британског конструктора Вилиша. По избијању револуције Вилиш је напустио Русију и пројекат је заустављен.

## Наоружање
| Наоружање авиона: Вилиш        |     |
| Ватрено (стрељачко) наоружање  |     |
| Топ                            |     |
| Митраљез                       |     |
| Калибар                        | 7,7 |
| Бомбардерско наоружање (бомбе) |     |
| Ракетно наоружање (ракете)     |     |